# Intermezzo (1939)
Intermezzo (Originaltitel auch Intermezzo: A Love Story) ist ein US-amerikanisches Filmdrama aus dem Jahr 1939 mit Leslie Howard und Ingrid Bergman. Der Film ist eine Neuverfilmung des schwedischen Films Intermezzo von 1936, in dem Ingrid Bergman die gleiche Rolle spielte.

## Handlung
Nach einer langen Tournee kehrt der Geigenvirtuose Holger Brandt zurück in seine Heimatstadt Stockholm. Schnell bemerkt er, dass die Ehe mit seiner Frau Margit zur Routine geworden ist. Zudem fühlt er sich zu Anita Hoffman, der Klavierlehrerin seiner Tochter Ann Marie, hingezogen. Holger will Anita dazu bringen, die Stelle seines Konzertbegleiters Thomas Stenborg, der sich vom Musikgeschäft zurückziehen will, einzunehmen. Anita lehnt ab, doch abseits der Bühne begleitet sie ihn weiterhin auf dem Klavier.
Anita will das Verhältnis mit Holger beenden, doch der kann sich mit dem Verlust nicht abfinden. Er gesteht seiner Frau alles und reist mit Anita zu einer ausgedehnten Tournee ab. Nach der Tournee verbringen die beiden ihren Urlaub zusammen. Dabei erfährt Anita, dass sie ein begehrtes Musikstipendium bekommen hat. Anita lehnt jedoch ab, weil das Stipendium gleichzeitig eine Trennung von Holger bedeutet. Schon bald bemerkt sie Holgers Sehnsucht nach seiner Familie.
In der Küstenstadt begegnen sie Stenborg, der Anita dazu bringt, das Stipendium doch anzunehmen. Anita folgt Stenborgs Ratschlag in der Erkenntnis, dass sie in Holgers Leben nur ein Intermezzo sein kann. Nach Anitas Abreise wandert Holger alleine durch die Landschaft. Dann besucht er seine Tochter, die erfreut auf ihn zurennt, dabei jedoch von einem Auto angefahren wird. Holger trägt das verletzte Mädchen in seinen Armen nach Hause. Margit und Holger finden wieder zueinander.

## Hintergrund
Intermezzo ist eine Neuverfilmung des gleichnamigen schwedischen Films aus dem Jahre 1936, der unter Regie von Gustaf Molander. Ingrid Bergman spielte darin die gleiche Rolle, während Gösta Ekman den Holger Brandt verkörperte. Der erfolgreiche Film wurde auch von Produzent David O. Selznick gesehen, der Bergman für die Neuverfilmung nach Hollywood holte. Der US-Film feierte am 22. September 1939 seine Premiere. In Deutschland erschien er am 28. August 1953 in den Kinos.
Für Ingrid Bergman war es der erste Spielfilm, den sie in den USA drehte. Leslie Howard wirkte als Co-Produzent mit. Um Howard dazu zu bringen, bot Selznick ihm die Rolle des Ashley in Vom Winde verweht an.
Einem Bericht des Hollywood Reporter zufolge wurde Kameramann Harry Stradling durch Gregg Toland ersetzt.

## Kritik
Das Lexikon des internationalen Films schrieb, dass der Film trotz theatralischer Konstellationen und Zugeständnissen an die Dramaturgie dank außergewöhnlicher Hauptdarsteller ein gehaltvolles Melodram sei.
Frank S. Nugent von der New York Times lobte Produzent Selznick, dass er für das Hollywood-Debüt von Ingrid Bergman solch einen ruhigen Film ausgesucht habe, der sanft gespielt und inszeniert sei.
Dave Kehr vom Chicago Reader befand den Film als erstaunlich kompakt. Das moderate Tempo helfe dabei, allzu schmalzige Stellen auszugleichen.

## Auszeichnungen
Gregg Toland erhielt 1940 eine Oscar-Nominierung in der Kategorie Beste Kamera (s/w), der musikalische Direktor Louis Forbes in der Kategorie Beste Filmmusik.